# Gerwen
Gerwen est un village situé dans la commune néerlandaise de Nuenen, Gerwen en Nederwetten, dans la province du Brabant-Septentrional.